# 帕劳金丝燕
帕劳金丝燕（学名：Aerodramus pelewensis）是雨燕科的一种金丝燕，是帕劳的特有种。
其自然栖息地为亚热带或热带的湿润低地森林。